# باربارا لاتوره

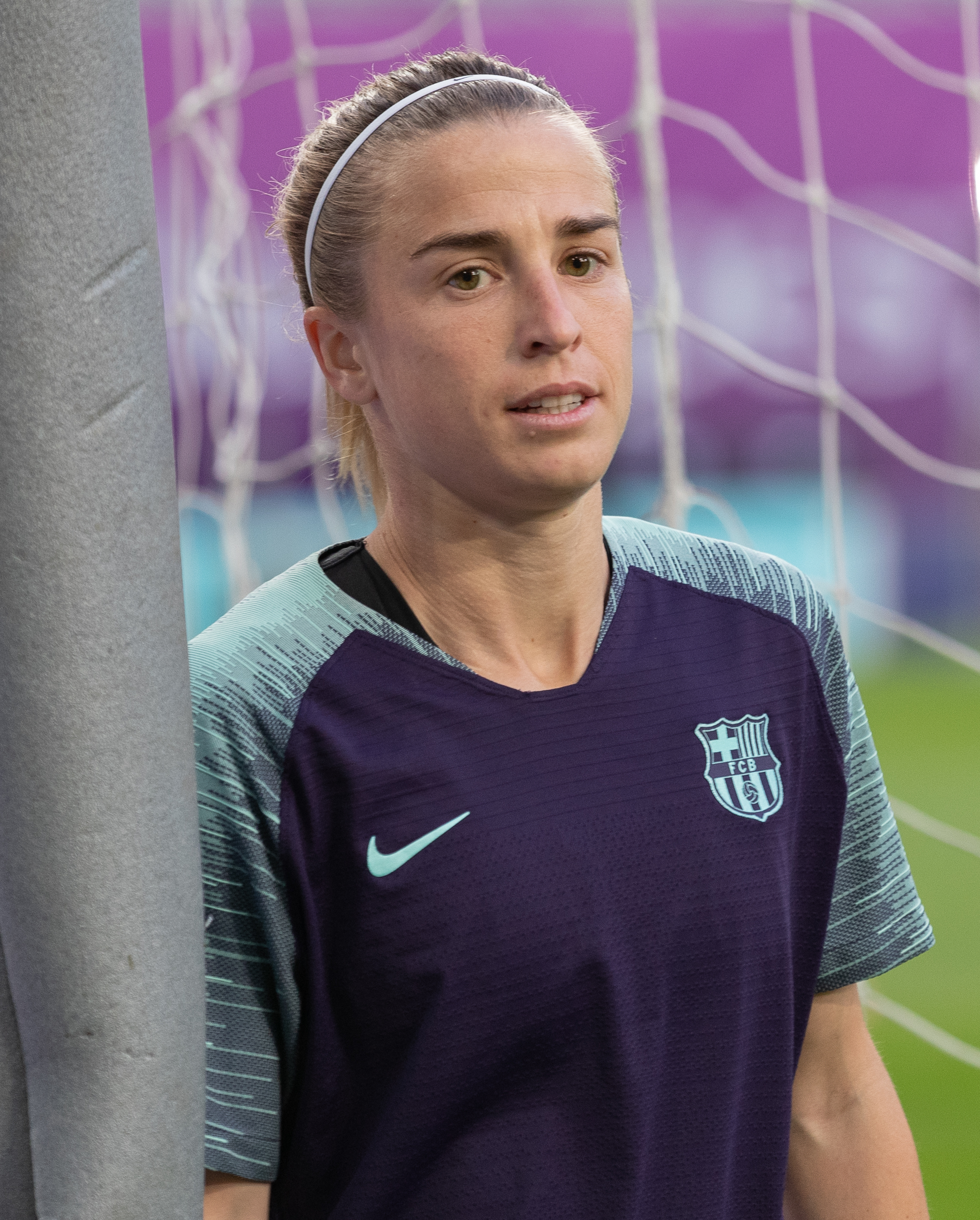
باربارا لاتوره در سال ۲۰۱۹

باربارا لاتوره (اسپانیایی: Bárbara Latorre‎؛ زادهٔ ۱۴ مارس ۱۹۹۳) بازیکن فوتبال زنان اهل اسپانیا است که در پست فوروارد بازی می‌کند.
از باشگاه‌هایی که در آن بازی کرده می‌توان به باشگاه فوتبال زنان بارسلونا اشاره کرد. او در لیگ قهرمانان اروپای زنان و همچنین در تیم ملی فوتبال اسپانیا بازی کرده است.